# Prissé
Prissé – miejscowość i gmina we Francji, w regionie Burgundia-Franche-Comté, w departamencie Saona i Loara.
Według danych na rok 1990 gminę zamieszkiwały 1522 osoby, a gęstość zaludnienia wynosiła 140 osób/km² (wśród 2044 gmin Burgundii Prissé plasuje się na 143. miejscu pod względem liczby ludności, natomiast pod względem powierzchni na miejscu 870.).